# Хортая борзая
Хортая борзая — порода борзых собак сформировавшаяся в Киевской Руси, позднее в Великом Литовском Княжестве, Российской Империи. 
Крупная, тонкокостная, но в то же время крепко сложенная собака, со значительно удлиненными пропорциями. В повседневной жизни спокойная, сбалансированная. Обладает исключительно хорошим зрением, способна заметить движущийся объект на очень большом расстоянии. Несмотря на внешнее спокойствие, хортые молниеносно реагируют на движущуюся добычу. Это отличная, выносливая, охотничья собака, со стремлением к послушанию и полным отсутствием агрессии к человеку. Кобель называется — Хорт, а сука — Хо́ртица.

## История
Хортые — это западноевропейская, восточноевропейская и азиатская порода собак, которая веками развивалась в степях к северу от Чёрного моря, медленно распространяясь из гор Афганистана на запад. Собак этого типа разводили разные народы этого региона, который простирается от современной Украины и юга России до самых западных областей Казахстана. Следовательно, невозможно отнести эту породу к конкретным людям или стране. Хортые считаются связующим звеном между средне-азиатскими борзыми и западными охотничьими породами, которых разводили вблизи польских границ.
В 1951 году в Советском Союзе был принят первый стандарт породы. Сегодня[когда?]

 Российская кинологическая федерация (РКФ), национальная российская ассоциация — член МКФ, официально поддерживает стандарт. В настоящее время[когда?]

 во всем мире насчитывается около 2 500 — 3 500 хортых борзых, причем менее чем несколько десятков их живёт за пределами СНГ.
МКФ не признает хортых, однако порода признана на национальном уровне всеми государствами — членами МКФ в пределах СНГ и многими другими среднеевропейскими государствами. В некоторых из них племенное разведение контролируется непосредственно национальной организацией — членом МКФ, в других хортая зарегистрирована специализированными ассоциациями охотничьих собак.
Владельцы этих собак — в основном местные охотники, которые живут в отдаленных, часто изолированных деревнях в степи. Немногие из них имеют какой-либо интерес к выставкам. Для них хортая — ценный помощник в охоте, особенно зимой. В степи хорошо работающая хортая может стоить столько же, сколько и хорошая верховая лошадь.
Хортая борзая относится к чрезвычайно редким породам собак, которые до сегодняшнего дня отбираются в разведение исключительно по своим охотничьим способностям и качествам.

## Внешний вид

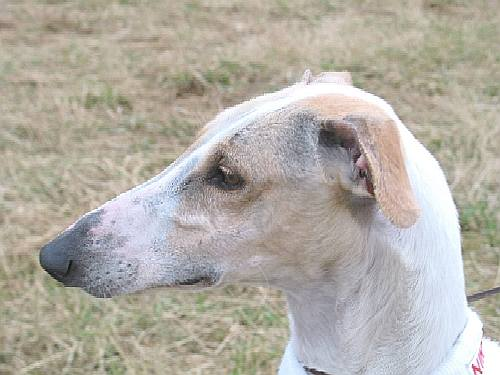
Голова хортой борзой

Крупная или очень крупная, в зависимости от внутрипородного типа собака. Порода имеет пять различных типов, по крайней мере, с таким же количеством подтипов для каждого основного типа. Результатом этого является вариативность внутри породы, приспосабливающая её к большому разнообразию географии, климата и специфики охоты, на огромной территории её распространения.
Все стандарты породы для хортой основаны на рабочих качествах, а не на внешности, но поскольку определённые особенности делают её исключительной охотничьей собакой, большинство хортых имеют схожие анатомические характеристики: лапы длинные, позвоночник гибкий, а грудь непропорционально глубокая по сравнению с талией, чтобы вместить большие, мощные легкие, маленькие уши и длинный узкий череп.
Рост кобелей от 65 до 75 см, сук от 61 до 71 см. Вес во многом зависит от типа и может варьироваться от 18 кг (сука ставропольского типа) до 35 кг (кобель северного типа).
Когда хортая не преследует добычу на охоте, её типичный аллюр — плавная, гибкая и легкая рысь. В погоне за добычей хортая двигается быстрыми скачками большой длины. Короткая, плотная шерсть может быть любого цвета, так как определяющими породу качествами являются здоровье и умение, а не внешность. У собак темных окрасов обычно чёрный нос, а у светлых — коричневый. Глаза могут быть любого цвета, и обычно имеют чёрный или очень темный край.
Начиная с 2000-х годов хортых стали экспортировать в некоторые части Европы и Северной Америки, где был установлен стандарт породы для нового, пока не названного подтипа. Среди этих собак цвет шерсти и цветовые комбинации ограничены: белый, чёрный, кремовый всех оттенков, рыжий, соболиный и тигровый, сплошной или пегий (с белыми отметинами или белый с цветными отметинами). Чёрный плащ и чёрная маска, серый или рыжий подпал являются допустимыми. Атипичные цвета и маркировка, такие как коричневый или шоколадный, седло или пятнистость, а также дильютные цвета (изабелла) с голубыми или светлыми глазами не допускаются. Этот подтип все ещё формируется, и могут быть введены дополнительные ограничения, но стандарт оригинальной хортой остается неизменным.

## Темперамент
Хортая борзая имеет дружелюбный характер. Она не должна проявлять агрессию по отношению к людям, хотя может быть весьма недоверчива. Из-за строгого отбора собак для охоты под руководством человека, хортая принадлежит к хорошо обучаемым породам, демонстрирующим хорошее базовое послушание и высокий интеллект.
Хортые близки по поведению в стае к аборигенным породам и волкам. Обычно они легко уживаются в больших группах, легко взаимодействуют с другими собаками. Поскольку сельские жители Евразии вообще не терпят собак, которые наносят вред их домашнему скоту, должным образом социализированная хортая не проявляет агрессии к домашним животным, и легко учится отличать животных, на которых нельзя охотиться.

## Использование

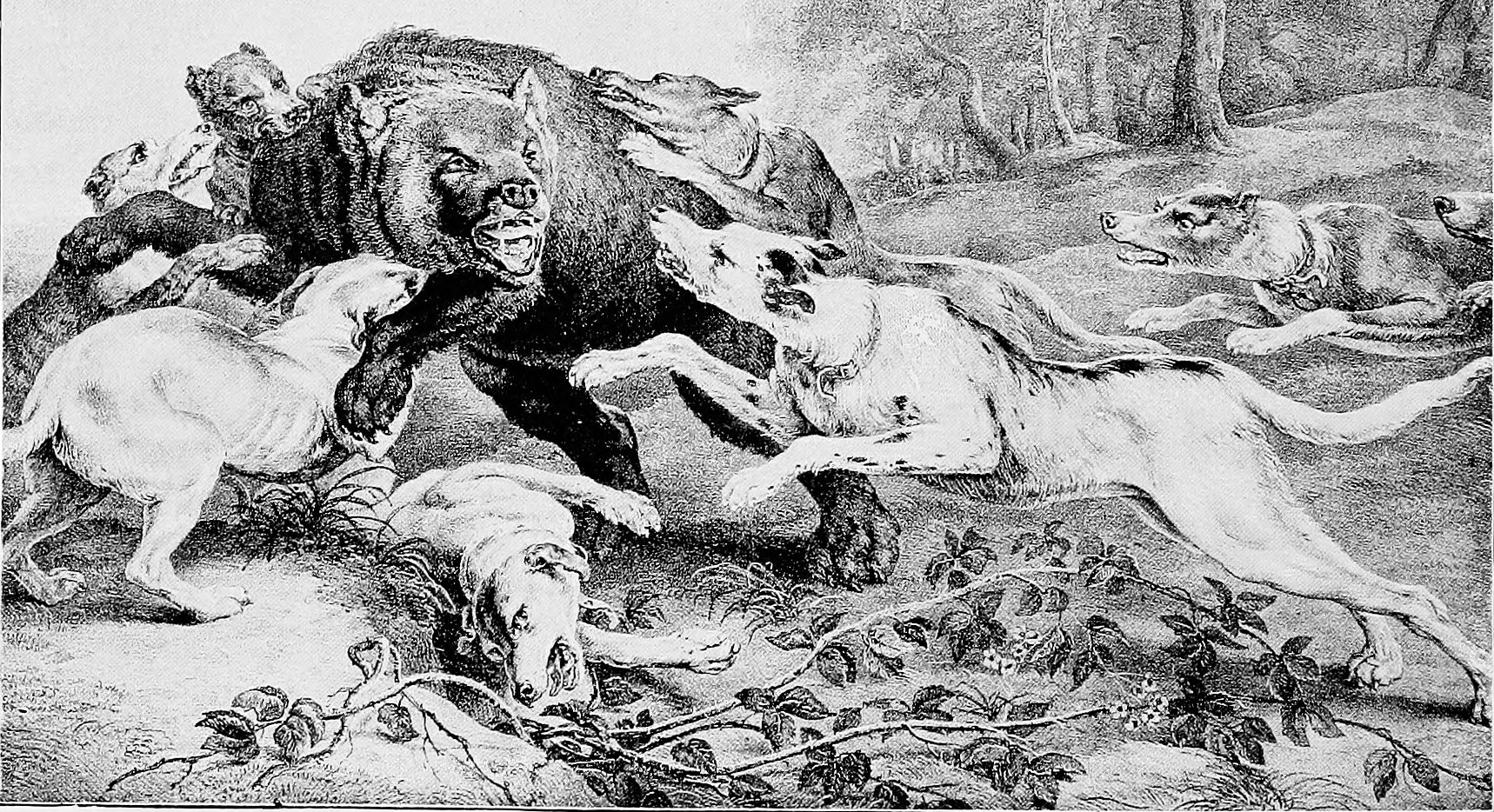
Борзая охота на картине 1907 года

В своём первоначальном ареале хортая борзая до сих пор является чисто охотничьей собакой. Она используется для поимки степных животных, особенно для охоты на зайцев, лис, волков и сайгаков. Она чрезвычайно вынослива, способна работать с раннего утра до позднего вечера. До 8—10 погонь за зверем в день (включая отслеживание добычи вместе с охотником на большие расстояния) — вполне выполнимая рабочая нагрузка. В отличие от уиппетов или русских псовых борзых, хортая — не спринтер на короткие расстояния. Дичь обычно преследуется на дистанциях до четырёх километров в открытой степи. Хортая может повторить такую погоню после короткого отдыха. В отличие от большинства борзых, хортая не охотится, используя только зрение; она часто отслеживает добычу, которую потеряла из виду, используя хорошо развитое обоняние.
Хортая охотится поодиночке на мелкую дичь или в парах и больших группах на волков, антилоп и оленей. За мелкой дичью охотятся и убивают немедленно, более крупная дичь загоняется в угол и удерживается на месте до прихода охотника. У хортой «мягкий рот», как у подружейных охотничьих пород. Потому что после быстрого убийства хортой нельзя портить шкуру зверя, так как охотники также используют мех. В СНГ охотничьих борзых регулярно проверяют, тестируют и оценивают на так называемых «охотничьих испытаниях».
Хортых недавно[когда?]

 начали ввозить в европейские страны, например, Чехию, Словакию, Германию (2004), Финляндию и Швейцарию. В 2005 году первая хортая была также экспортирована в Соединенные Штаты. Некоторые из этих собак участвуют в бегах и курсинге, часто вне официального зачёта из-за отсутствия международного признания МКФ. Европейские хортые также участвуют в соревнованиях по аджилити и оказались отличными компаньонами для конных наездников. Первый зарегистрированный помёт за пределами исторической родины хортой родился в Европе в 2006 году.

## Здоровье
Собаки этой породы довольно поздно развиваются, очень энергичны и долгоживущи. Нередко пожилые собаки, вышедшие на пенсию после активной охотничьей карьеры, начинают свою племенную карьеру в возрасте 8 или 9 лет с отличным здоровьем и без каких-либо нарушений. Болезни, специфичные для породы, или наследственные заболевания, такие как дисплазия тазобедренных и локтевых суставов, до настоящего времени не встречались в породе. Продолжительность жизни хортых во многом зависит от использования собаки в течение жизни. В регионах, где они охотятся на крупную дичь, особенно хищников, может быть довольно большой процент собак, убитых молодыми во время охоты. Если исключить эти опасности, 14—15 здоровых лет — не редкость для этой породы.
Однако следует проявлять большую осторожность, чтобы не перекармливать щенков и подростков хортой. Порода была сформирована на скудной, чрезвычайно простой и низкокалорийной диете с редким и небольшим количеством мяса, особенно мяса высокого качества.
Большую часть года у охотников хортая получает едва ли больше, чем объедки со стола, овсяную кашу, хлеб, пропитанный молоком, и грызунов, которых может поймать в доме. Только во время весеннего убоя ягнят и основного сезона охоты они получают больше мяса: внутренности и субпродукты животных, на которых они охотятся со своими хозяевами. В результате, у этой породы плохо усваиваются промышленные собачьи корма и добавки с высоким содержанием белка. Особенно молодые, растущие собаки могут страдать от нарушений в формировании опорно-двигательного аппарата, костных и суставных тканей при неправильном кормлении.